# Павлов, Леонид Николаевич (дирижёр)
Леони́д Никола́евич Па́влов (26 августа 1946, Верея, Московская область) — российский дирижёр, хормейстер, заслуженный артист России (1992), доцент.

## Биография
В 1964 году с отличием окончил Московское хоровое училище, в 1969 году — дирижёрско-хоровой факультет Московской консерватории им. П. И. Чайковского, ученик профессоров А. Свешникова, В. Соколова, С. Казанского. Работал хормейстером Военно-воздушной академии им. Ю. А. Гагарина, Академического хора Центрального Дома Культуры Железнодорожников, детского хора Института художественного воспитания, преподавал в институте искусств, в педагогическом училище.
В 1982—1983 годах был дирижёром и хормейстером Академического русского хора СССР (ныне им. А. Свешникова), затем преподавал в Академическом музыкальном училище при Московской консерватории. С 1985 года — руководитель хора и заведующий дирижёрско-хоровым отделением. За последние десять лет хор училища стал лауреатом пяти международных конкурсов.
Л. Н. Павлов ведёт мастер-классы и семинары в разных городах России и за границей и является автором сочинений и обработок для хора, составителем ряда сборников. Воспитал многих талантливых музыкантов, среди которых, в частности, дирижёр Большого театра П. Клиничев, руководитель оркестра «Амадеус» Ф. Кадена, оперные и камерные певицы М. Маруна (Суханкина); Е. Губанова; Я. Голованова, лауреат международных конкурсов О. Гречко; М. Цатурян, заместитель директора АМУ при МГК им. Чайковского.

## Награды
- Медаль «В память 850-летия Москвы»
- Орден Русской Православной Церкви Святого Благоверного Князя Даниила Московского 3-й степени
- Орден Преподобного Сергия Радонежского